# Iglesia de la Asunción de Nuestra Señora (Maluenda)
La iglesia de la Asunción de Nuestra Señora es un templo parroquial católico situado en la localidad zaragozana de Maluenda, adscrita al arciprestazgo de Calatayud de la diócesis de Tarazona.
Es una construcción típicamente mudéjar de los siglos XIII-XIV que bien pudiera haberse construido sobre los restos de la mezquita preexistente.
Prueba de ello es la torre campanario en la que fácilmente se observan dos fases. Un primer cuerpo fácilmente identificable con un alminar almohade y un segundo cuerpo, el cuerpo de campanas, construido en el siglo XVI.
También en el cuerpo de las iglesias, construida de tapial se observan dos partes bien diferenciadas. La más cercana la torre a los pies de la nave que se supone la antigua mezquita, más oscuro, y el más próximo al ábside, más esbelto y luminoso, fruto de la posterior ampliación.
En el año 1400 se produce la reforma más importante del edificio que es la transformación en iglesia fortaleza, derribando la antigua mezquita, salvo el alminar, sustituyéndolo por un nuevo edificio que ocuparía el mismo volumen, pero realizando en la parte superior una serie de corredores que tienen una función defensiva y que en la parte baja del edificio sirven para albergar una serie de capillas.
La puerta de acceso al templo es una puerta del siglo XV de estilo gótico labrado en piedra con un arco apuntado abocinado, protegido por un enorme alero de madera que en su día estuvo policromado y del que hoy en día se conserva algún detalle.
Se cree que en esta iglesia estuvo depositado el Archivo de la Comunidad de aldeas de Calatayud que aún no se ha encontrado.